# Голубина, Лариса Дмитриевна
Лариса Дмитриевна Голубина (род. 28 января 1981, Москва) — российская актриса театра и кино.

## Биография
Голубина Лариса Дмитриевна родилась 28 января 1981 года в Москве в артистической семье. Прадед Ларисы пел в первом императорском хоре. Дед по линии матери — художник, реставрировал Третьяковскую Галерею. Приёмный дед по линии отца — актёр театра и кино, Михаил Ножкин. Мать и отец актрисы — артисты. Супруг — актёр Станислав Курач.
В 2001 году окончила Высшее Театральное училище им. Щепкина (мастерская В. А. Сафронова) и с этого же года Лариса Голубина — актриса МХАТ им. М. Горького.

## Роли в театре[2]
- «Синяя птица» — Свет, Насморк, Внучка
- «В день свадьбы» — Ольга
- «Весь ваш Антоша Чехонте» — Цыганка
- «Дама-невидимка» — Беатрис
- «Униженные и оскорбленные» — Катерина
- «Её друзья» — Оля
- «Контрольный выстрел» — Галя
- «Прощание в июне» — Строгая
- «Васса Железнова» — Наталья
- «Русский водевиль» — Катерина Ивановна, Марья Петровна
- «Тайна двери отеля „Риган“» — Феба
- «Рюи Блаз» — Касильда
- «Красавец мужчина» — Сусанна Сергеевна Лундышева"Зойкина квартира"-роль Зойки. "Леди Гамильтон"-роль Эммы Гамильтон

## Роли в кино
- 2004 «Место под солнцем» — эпизод
- 2005 «Охота на изюбря» — эпизод
- 2005—2008 «Кулагин и партнеры» — эпизод    *"Марьина Роща"-эпизод